# Ortomolekularna medicina
Orthomolecular medicine je forma komplementarne i alternativne medicine koja teži ka održavanju zdravlja, i sprečavanju ili tretiranju bolesti putem optimizacije nutricionog unosa i/ili propisivanja suplemenata. Ovaj pristup se ponekad naziva megavitaminska terapija, jer je ova praksa evoluirala iz, i u nekim slučajevima još uvek koristi, doze vitamina i minerala koje su mnogo veće od preporučenog referentnog dijetarnog unosa. Ortomolekularni praktikanti mogu da inkorporiraju varijetet drugih tretmantskih modaliteta u svoje pristupe, među kojima su dijetarna restrikcija, megadoze nevitaminskih nutrijenata, i regularni lekovi. Proponenti ovog pristupa veruju da nivoi pojedinih supstanci koji nisu optimalni mogu da uzrokuju zdravstvene probleme dalekosežnije od jednostavne deficijencije, i vide njihovo balansiranje kao integralni deo zdravlja.
Termin „ortomolekularan“ je skovao Lajnus Poling. On znači „pravi molekuli u pravim količinama“" (orto je grčki termin za "pravi"). Fokus ortomolekularne medicine je na upotrebi neophodnih nutricionih molekula u odgovarajućim količinama za datu osobu. Proponenti tvrde da su tretmani bazirani na individualnim biohemijama pacijenata.
Kritičari opisuju neke aspekte ortomolekularne medicine kao prehrambenu modu ili nadrilekarstvo. Postoje rezultati istraživanja koji sugeriraju da su pojedini nutricioni suplementi štetni, pri čemu je nekoliko specifičnih vitaminskih terapija vezano za povećani rizik razvoja kancera, srčane bolesti, i smrti.

## Literatura
- Syd, Baumel (2000). Dealing with depression naturally : complementary and alternative therapies for restoring emotional health (2nd изд.). Los Angeles: McGraw-Hill. ISBN 978-0-658-00291-5. OCLC 43641423.
- Hoffer A, Walker M (2000). Smart Nutrients. Avery. ISBN 978-0-89529-562-0.

### Podrška
- Williams Roger John; Kalita Dwight K (1979). A Physician's handbook on orthomolecular medicine (Health science изд.). New Canaan, Connecticut: Keats Publishing. ISBN 978-0-87983-199-8. OCLC 6006241.
- Huemer Richard P, ур. (1986). The Roots of molecular medicine : a tribute to Linus Pauling. W. H. Freeman. стр. 290pp. ISBN 978-0-7167-1761-4. OCLC 13009998. „Based on a collection of papers presented at a symposium of the Orthomolecular Medical Society in San Francisco, May 7–8, 1983, with revisions and additional papers.”
- Linus, Pauling (1986). How to live longer and feel better. W. H. Freeman. стр. 322pp. ISBN 978-0-380-70289-3. OCLC 12722295.
- Abram, Hoffer; Morton, Walker (1998). Putting it all together : the new othomolecular nutrition (Revised изд.). McGraw-Hill. ISBN 978-0-87983-633-7. OCLC 34515814.
- Abram, Hoffer; with Pauling Linus (2004). Healing cancer : complementary vitamin & drug treatments. Toronto: Canadian College of Naturopathic Medicine. ISBN 978-1-897025-11-6. OCLC 56682217.
- Moss Ralph W (2000). Antioxidants against cancer. Brooklyn: Equinox Press. ISBN 978-1-881025-28-3. OCLC 42786370.
- Pizzorno Joseph E Jr; Murray Michael T (2005). Textbook of natural medicine (Third изд.). Edinburgh: Churchill Livingstone. стр. 2368. ISBN 978-0-443-07300-7. OCLC 61878655.

### Kritika
- Stephen, Barrett (1980). The health robbers : how to protect your money and your life (Second изд.). Philadelphia: G. F. Stickley. стр. 52. ISBN 978-0-89313-023-7. OCLC 6994138.
- Cassileth Barrie R (1998). Alternative medicine handbook: the complete reference guide to alternative and complementary therapies. New York: W.W. Norton. ISBN 978-0-393-04566-6. OCLC 36727947.
- Bender David A (2003). Nutritional biochemistry of the vitamins (Second изд.). Cambridge; New York: Cambridge University Press. стр. 230. ISBN 978-0-521-80388-5. OCLC 50948594.
- Gratzer Walter B (2005). Terrors of the table : the curious history of nutrition. Oxford; New York: Oxford University Press. стр. 210. ISBN 978-0-19-280661-1. OCLC 60837725.
- Saul, AW; Hoffer, A. (2008). Orthomolecular Medicine For Everyone: Megavitamin Therapeutics for Families and Physicians. Laguna Beach, California: Basic Health Publications. ISBN 978-1-59120-226-4. OCLC 232131968. OL 16944688M.
- Singh S, Edzard E (2008). Trick or Treatment: The Undeniable Facts About Alternative Medicine. W. W. Norton & Company. стр. 320. ISBN 978-0393066616.

## Spoljašnje veze
- Identifikovanje sumnjivih tehničkih procesa i proizvoda
- Razlikovanje nauke od pseudonauke